# 時報文化
時報文化出版企業股份有限公司，簡稱時報文化、時報出版，是台灣大型出版社之一，由《中國時報》創辦人紀忠創辦，為台灣第一家股票上櫃的出版社，最早成立於1975年。

## 沿革

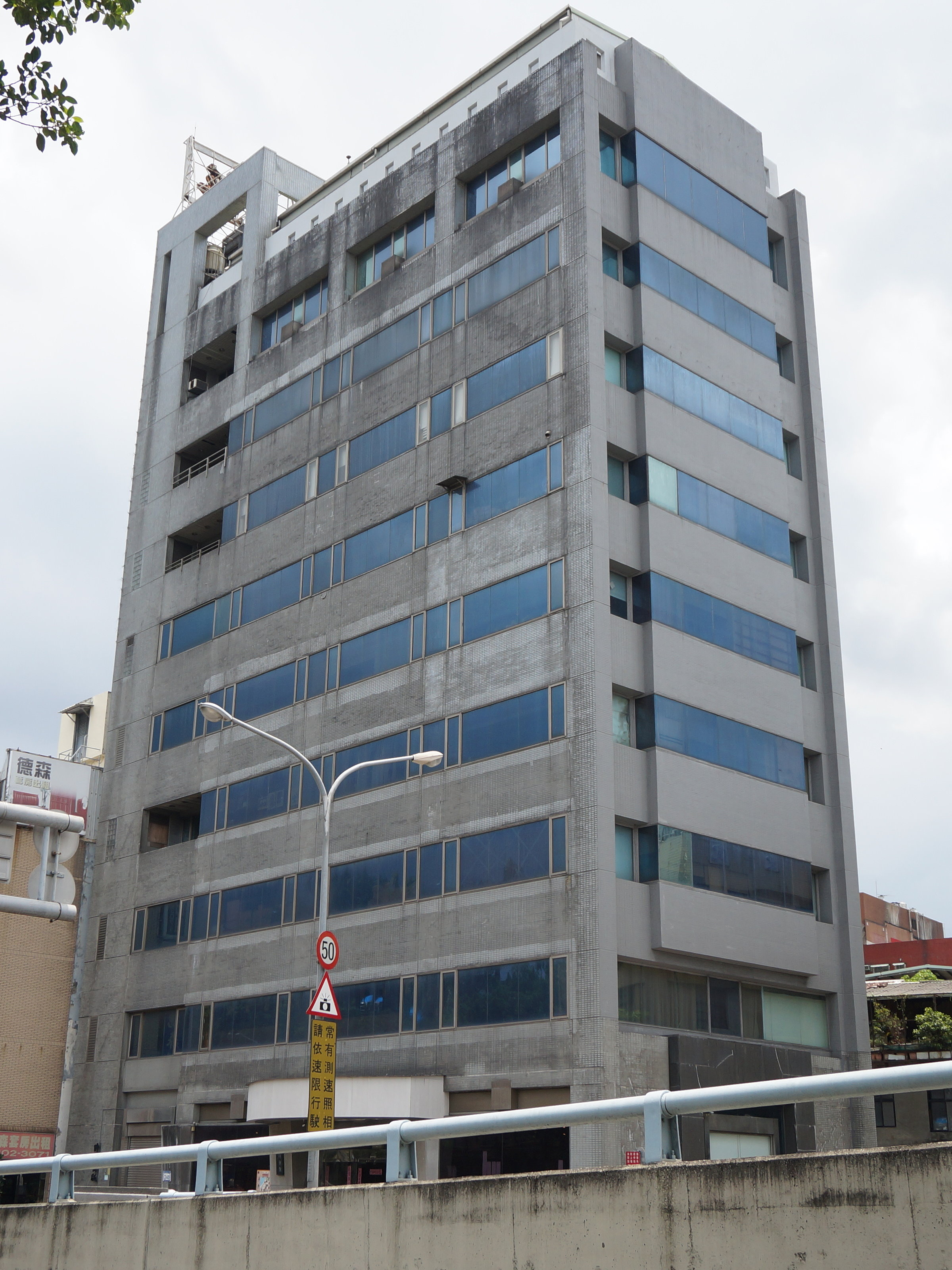
時報文化總部所在的中國時報和平大樓

1975年1月，余紀忠籌劃創立時報文化出版事業有限公司，簡稱時報出版，是時報文化的前身，創立理念是：「社會變動的快速及層面的多元，如果沒有一個以出版為專職的事業，實不足以將文化資訊廣布至社會各角落；而且，書籍的形式將可使資訊更易於保存及查閱，不像報紙每天汰舊換新。」1980年代，時報文化開始逐步改造財務及經營制度。1985年10月2日，時報文化的漫畫雜誌《歡樂漫畫半月刊》創刊。1988年5月10日，《歡樂漫畫半月刊》停刊。1989年2月22日，時報文化的漫畫雜誌《星期漫畫》創刊。1991年5月5日，《星期漫畫》停刊。
經由《中國時報》、《時報周刊》等相關出版物上連載的短篇漫畫，以及後來的《歡樂漫畫》、《星期漫畫》、《腦筋急轉彎》等平台，時報文化曾培養出大量本土短篇漫畫家，如蔡志忠、蕭言中、敖幼祥、朱德庸、Co.Co.、阿推、傑利小子等人的作品大多是經由時報文化出版，但目前幾乎均已絕版。
1996年1月，時報文化首度承辦台北國際書展，是台灣第一次由民間承辦書展的紀錄。1999年12月27日，時報文化股票在中華民國證券櫃檯買賣中心上櫃，上櫃價每股新臺幣30元，成為華文世界第一家股票上櫃的出版社。2000年，時報文化成立《時報悅讀網》。
1990年代初期為時報文化全盛時期，出版大量人文、社會科學書籍，如翻譯出版法國加利瑪出版社的百科全書繪本《發現之旅叢書》；也代理出版日本漫畫單行本。1995年，時報文化代理出版《手塚治虫三百全集》，是手塚治虫漫畫作品首次在日本國外以全集方式出版發行，但最後未能全部出版。《歷史與現場》、《近代思想圖書館》等書系曾引介西方學術經典，頗受好評。但由於時報文化不願再版這些書籍，在拍賣網站上經常有人炒作其價格，出現舊書比新書貴的現象。後時報文化經營方向調整為大眾文化，出版、銷售量也取得成長。
2006年10月，時報文化成立子公司時報數位傳播。2009年8月，時報數位傳播解散。
時報文化原隸屬於中國時報集團。但中國時報集團在2008年由旺旺集團總裁蔡衍明接手經營整併為旺旺中時媒體集團後，時報文化繼續由余紀忠長子余建新握有最大股份（透過控股公司間接持股）、並交由專業經理人經營，並未受到中國時報集團股權轉讓的影響，故不在旺旺中時媒體集團成員行列。

## 外部連結
- 時報悅讀網 （页面存档备份，存于）
- 時報文化的Facebook專頁